# 匝瑳南条荘
匝瑳南条荘（そうさなんじょうのしょう）は、平安時代末期に成立した荘園。下総国匝瑳郡、現在の千葉県匝瑳市と山武郡横芝光町付近に相当する地域にあたる。

## 概要
平安時代末期、『和名類聚抄』に記載される匝瑳郡が分割・再編され中世的所領として、匝瑳南条・匝瑳北条が成立するが、匝瑳南条は紀伊熊野山領として荘園化した。本来当荘は上総氏系の匝瑳氏の所領であり熊野山領の下司職も掌握していたが、上総広常が誅殺されると当庄の支配権は千葉氏へと移り、その一門である椎名氏が荘内一円を所領としている。『神代本千葉系図』は千葉介常胤の弟に椎名五郎胤光を載せ、その支流は荘内各地に分布している。椎名氏の一族はそれぞれ村郷を単位とする地頭職を得て、積極的に新田開発を進めた。
『吾妻鏡』文治2年（1186年）3月12日条の「関東御知行国々内乃具未済庄々注文」には「匝瑳南庄」熊野領と見える。この匝瑳南庄は、匝瑳南条庄・南条庄とも呼ばれ、単に匝瑳庄と称される場合もあった。金沢文庫所蔵の聖教中に見られる匝瑳庄は、当荘の異称と理解されている。なお当荘は少なくとも13世紀前半には東方・西方に分かれており、熊野山領の東方に対し西方の領家は金沢称名寺であったと推定される。
建久年間（1190年-1199年）の香取神宮式年遷宮の際、宣旨によってその作料官米100石を負担した。以降遷宮の賦役を務めた形跡はない。建長年間（1249年-1256年）には良忠が当荘で民衆教化に努め、椎名八郎入道胤光が後援している。しかし文応元年（1260年）胤光と争い良忠は当荘を離れた。
匝瑳南条は、東方・西方に分割されていたばかりではなく、郷を単位として複数の地頭が補任されていた。匝瑳市の熊野神社が所蔵する文和2年（1353年）の梵鐘銘に「匝瑳南条庄熊野山若一王子御宝前突鐘」とあり、当地の在地武士とみられる丸子胤宣を大檀那として領家・地頭・庄内諸檀那が合力し、熊野神社の別当寺である光明院に梵鐘を奉納している。